# Helgardia aestiva
Helgardia aestiva är en svampart som först beskrevs av Nirenberg, och fick sitt nu gällande namn av Crous & W. Gams 2003. Helgardia aestiva ingår i släktet Helgardia, ordningen disksvampar, klassen Leotiomycetes, divisionen sporsäcksvampar och riket svampar.   Inga underarter finns listade i Catalogue of Life.